# Хјустон, имамо проблем!
Хјустон, имамо проблем! (словен. Houston, imamo problem!) међународни је играни псеудодокументарни филм из 2016. године у режији Жига Врица. Филм истражује мит о тајном послу вредном више милијарди долара који стоји иза куповине југословенског тајног свемирског програма од стране Сједињених Америчких Држава почетком 1960-их. Темељи се и инспирисан је бројним стварним догађајима и чињеницама, у смислу да је замишљен као алегорија на Хладни рат.
Премијерно је приказан 16. априла 2016. године на Трајбека филмском фестивалу. Изабран за словеначког кандидата за Оскара за најбољи међународни филм, али није ушао у ужи круг.

## Радња
Хладни рат, свемирска трка и Насино слетање на Месец кључни су историјски догађаји који су обележили читаву једну еру. Они су још и данас обмотани велом тајне и инспиришу бројне теоретичаре завере. У филму Хјустон, имамо проблем! редитељ Жига Вирц новим информацијама доводи у питање обе стране приче. Овај интригантан играно-документарни филм истражује мит о тајној америчкој куповини контроверзног југословенског свемирског програма почетком 60-их година прошлог века, вредној неколико милијарди долара.